# قرمزخلیفه علیا
قرمزخلیفه علیا، روستایی از توابع بخش مرکزی شهرستان میاندوآب در استان آذربایجان غربی ایران است.این روستا در همجواری با چندین روستا از شهرستان ملکان نیز قرار دارد.
وسعت زمین های زراعی و باغی روستا انبوه بوده و خاک حاصلخیز آن منحصر به فرد بودن روستا را نشان میدهد. 
متاسفانه این روستا منابع آبی کمی داشته و کشاورزی آن با کانال کشی رونق پیدا کرده است که اکثر مواقع روستا با خشکسالی دست وپنجه نرم میکند.
این روستا دارای مردمی مومن مهمان نواز و جوانان باسواد و هنرمدی است که سعی و تلاش در پیشرفت روستا را دارند ولی متاسفانه ریش سفیدان با عقاید افراطی و کهنه دارند که باعث عقب ماندگی روستا شده است. 
شغل اکثر ساکنین کشاورزی دامداری و دامپروری است. جوانان این روستا به شغل گچکاری مشغول هستند و بیشتر در استان تهران مشغول به کارند.
خوشبختانه روستا دارای جوانان باسواد بسیاری است.
دهیاری و شورای اسلامی همیشه سعی در پیشرفت روستا دارند.

## جمعیت
این روستا در دهستان زرینه‌رود قرار دارد و براساس سرشماری مرکز آمار ایران در سال ۱۳۸۵، جمعیت آن ۵۳۹ نفر (۱۵۲ خانوار) بوده‌است.